# Antonio Regojo
Antonio Regojo Rodríguez (Fermoselle, provincia de Zamora, España, 1904 - Lisboa, 15 de junio de 2003) fue un exitoso empresario que desarrolló sus actividades profesionales tanto en España como en Portugal. 

## Vida
Hijo de unos agricultores de la tierra zamorana de Sayago, con quince años emigró a Portugal. En compañía de un hermano se hizo vendedor ambulante de encajes. En 1921 montó un pequeño almacén y una pequeña fábrica de camisas con la marca "Regojo". Pocos años después puso en marcha "Camiserías Modernas" en céntricos locales de Lisboa y Madrid. La empresa llegó a tener diferentes fábricas tanto en España como en Portugal.
Tras la trágica muerte de su hija Conchita, creó la Fundación Conchita Regojo que, entre otras obras, beca anualmente a diferentes estudiantes de Fermoselle para que puedan continuar sus estudios.